# 聚花马先蒿
聚花马先蒿（学名：Pedicularis confertiflora）是列当科马先蒿属的植物。分布在尼泊尔、喜马拉雅以及中国大陆的四川、西藏、云南等地，生长于海拔2,700米至4,420米的地区，常生于空旷多石的草地中，目前尚未由人工引种栽培。

## 异名
- Pedicularis confertiflora Prain ssp. parvifolia (Hand.-Mazz.) Tsoong